# 菩萨市
菩萨市是柬埔寨菩萨省的省会，坐落在菩萨河旁，得名于一种树。菩萨市的周边是农田和自然植被，不和其他城市相邻接。
海拔高度25米，城市周边多平地，最高点为菩萨市南14.3km处的Phnum Rôliĕb附近，海拔359米。年均气温26°C。3月最热，平均气温30℃；11月最冷，平均气温23℃。年均降雨量2504毫米。降雨量最多的月份是9月，为563毫米；最干燥的月份是2月，为21毫米。2008年时的人口有25,650人。
越南阮朝時期稱此城為海西、撫栗。在1841年至1845年間，這裡是暹越戰爭的重要戰場。

## 图集

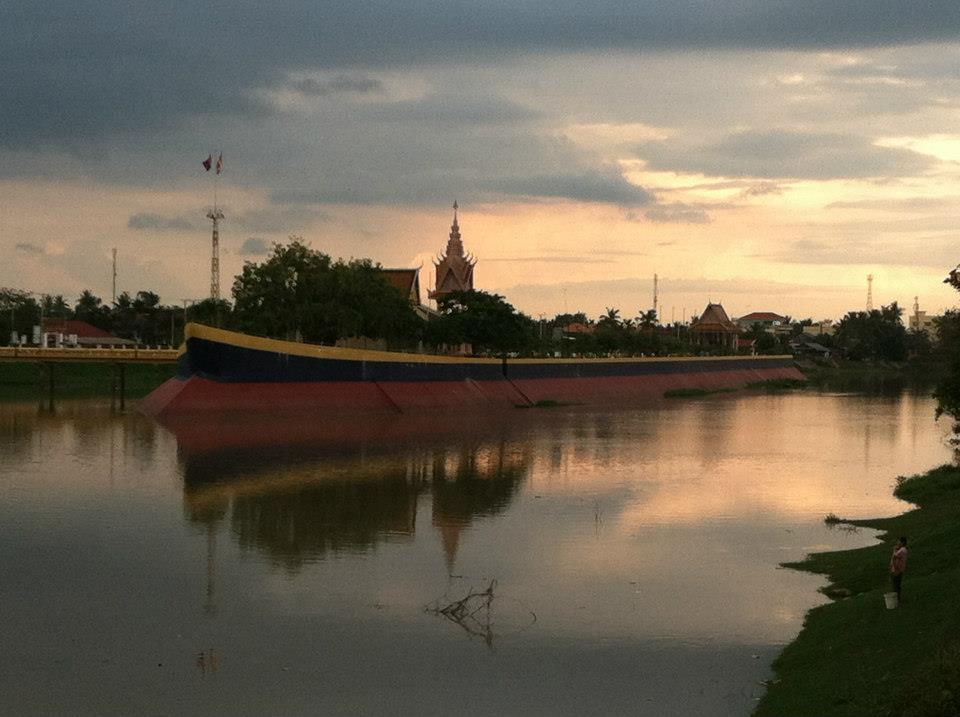
森宝名岛
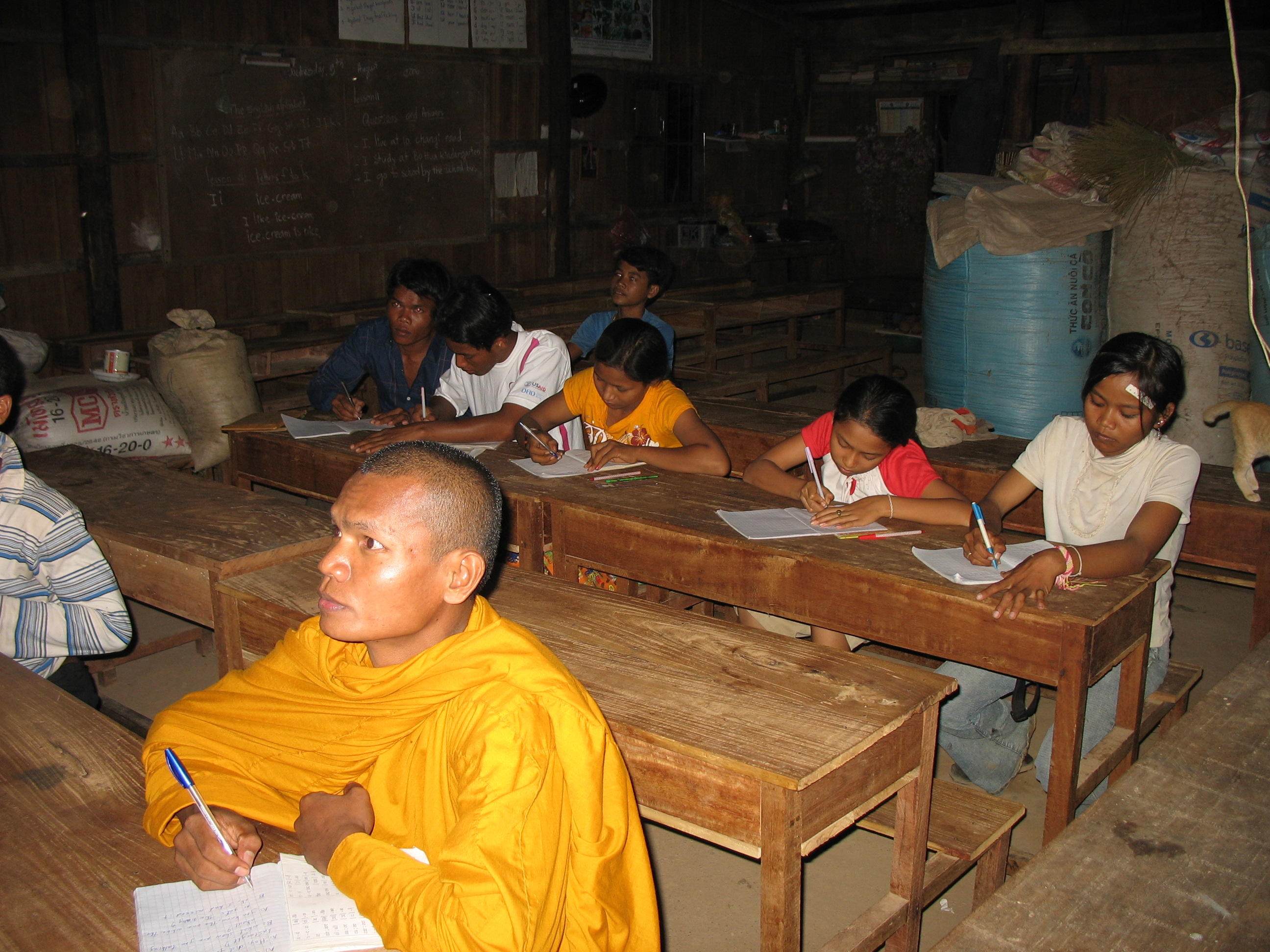
菩萨市的一所学校
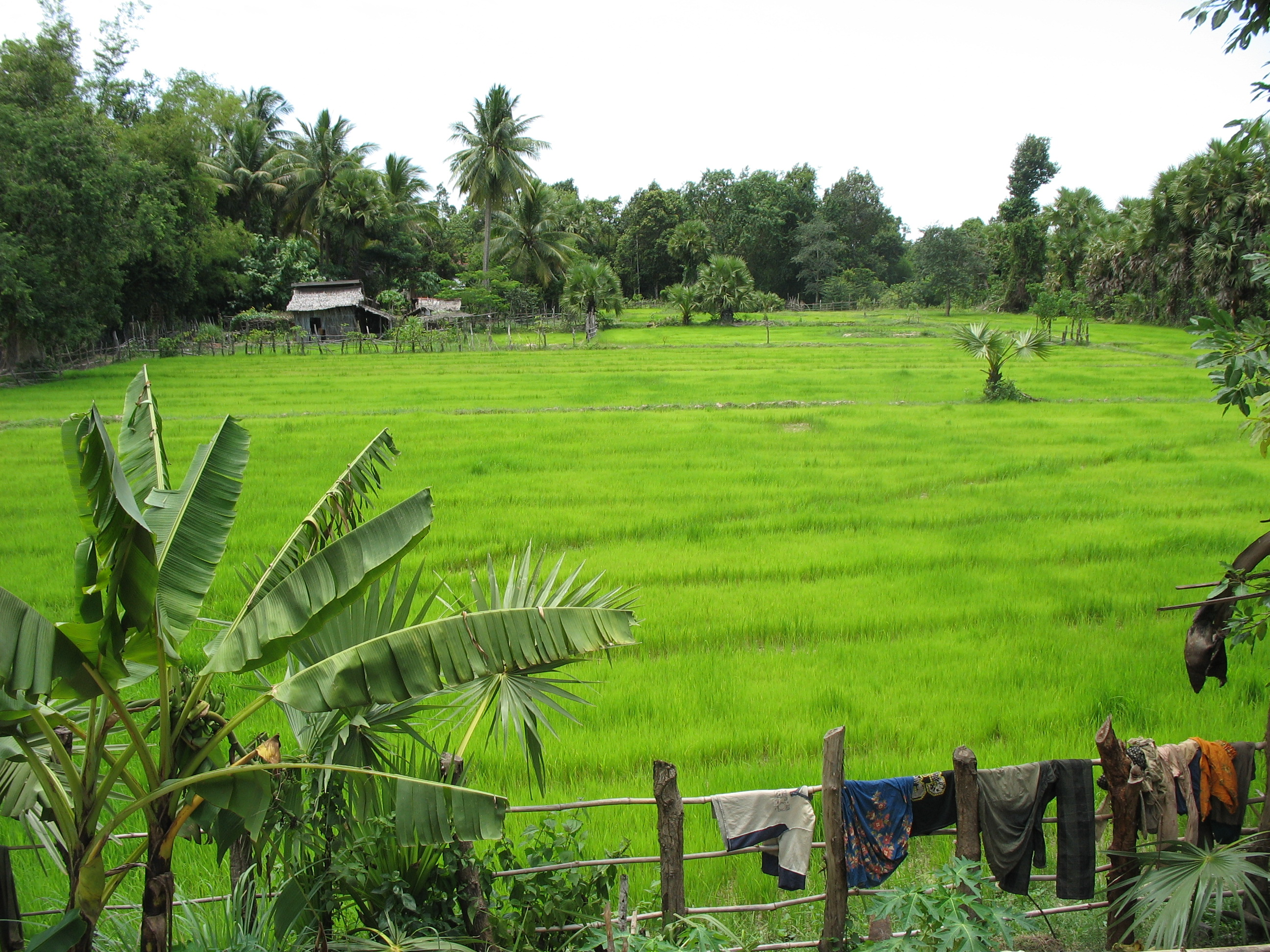
菩萨市的稻田